# Olexandra Kovalenko
Olexandra Kovalenko –en ucraniano, Олександра Коваленко– (2 de mayo de 2001) es una deportista ucraniana que compite en natación sincronizada.
Ganó dos medallas en el Campeonato Mundial de Natación de 2019, oro en rutina especial y bronce en combinación libre, y una medalla de plata en el Campeonato Europeo de Natación de 2018, en la prueba equipo técnico.

## Palmarés internacional
| Campeonato Mundial | Campeonato Mundial      | Campeonato Mundial | Campeonato Mundial |
| Año                | Lugar                   | Medalla            | Prueba             |
| ------------------ | ----------------------- | ------------------ | ------------------ |
| 2019               | Gwangju (Corea del Sur) | Medalla de oro     | Rutina especial    |
| 2019               | Gwangju (Corea del Sur) | Medalla de bronce  | Combinación libre  |
| Campeonato Europeo |                         |                    |                    |
| Año                | Lugar                   | Medalla            | Prueba             |
| 2018               | Glasgow (Reino Unido)   | Medalla de plata   | Equipo técnico     |